# Józef Daszuta
Józef Edward Daszuta (ur. 18 marca 1902 w Sokółce, zm. ?) – kapral Wojska Polskiego w II Rzeczypospolitej, kawaler Orderu Virtuti Militari.

## Życiorys
Urodził się w rodzinie Sylwestra i Cecylii z Karpowiczów. W młodości pracował w gospodarstwie rolnym rodziców.
W 1918 wstąpił do odrodzonego Wojska Polskiego i otrzymał przydział do 2 kompanii karabinów maszynowych Białostockiego pułku strzelców i w jego składzie wziął udział w wojnie polsko-bolszewickiej.
Walczył pod Baranowiczami, Mińskiem i nad Berezyną. W walce o przyczółek mostowy na Uszy, objął po śmierci plut. Juszkiewicza, d-two plutonu karabinów maszynowych i pod silnym ogniem artylerii trwał na stanowisku, odpierając ataki wroga. 
Za bohaterstwo w walce odznaczony został Krzyżem Srebrnym Orderu Virtuti Militari.
Po zakończeniu wojny pozostał w zawodowej służbie wojskowej. W 1923 przeniesiony do rezerwy. W 1924 powrócił do wojska i ukończył szkołę podoficerską. W 1926 ponownie zwolniony, pracował we własnym gospodarstwie rolnym. Był członkiem Rady Miejskiej w Sokółce i działaczem „Strzelca”. W październiku 1939 w Sokółce został aresztowany przez NKWD. Więziony w Sokółce, a następnie w Grodnie. 5 maja 1940 został wywieziony z Grodna. Trzy dni później przybył do więzienia w Mińsku. Data śmierci i miejsce pochówku nie są znane.
Był żonaty z Marią z Rysiejków, dzieci: Regina, Jan i Stanisław. W kwietniu 1940 rodzina została deportowana do Kazachstanu.

## Ordery i odznaczenia
- Krzyż Srebrny Orderu Virtuti Militari nr 4482